# Верховье (Олонецкий район)
Верхо́вье (карел. Üllöine) — деревня в составе Олонецкого городского поселения Олонецкого национального района Республики Карелия.

## Общие сведения
Расположена на берегу реки Олонка.
В результате сокращения населения в 1957 году деревни Вангимала, Гамойла, Гейтойла, Геркелица, Канейла, Келлюля, Керкойла, Керойла, Керчула, Кожала, Ойносово (Ойнасова), Павойла, Рытчейла, Тимойла и Чимилица были объединены под общим названием Верховье.
В деревне находится памятник архитектуры — деревянная церковь Рождества Христова (1850). 30 апреля 1934 года постановлением Карельского ЦИК церковь была закрыта.

## Население
| 2002 | 2009 | 2010 | 2013 |
| ---- | ---- | ---- | ---- |
| 863  | ↘743 | ↗765 | ↘727 |

## Экономика

### Торговля
В деревне представлены такие крупные сети, как «Светофор».

## Улицы
- ул. Верховье-ДСПМК
- ул. Лесопитомник
- ул. Луговая
- ул. Новая
- ул. Олонецкая
- ул. Чимильская
- ул. Охотничья